# Мысовка (река, впадает в Байкал)
Мы́совка — река в Кабанском районе Бурятии. Впадает в озеро Байкал.

## География
Длина реки — 11 км (от истока Левой Мысовки — 29 км). Площадь водосборного бассейна — 151 км². По данным наблюдений с 1936 по 1999 год среднегодовой расход воды в 0,5 км от устья составляет 2,95 м³/с.
Берёт начало в 10 км к юго-восток-югу от города Бабушкин слиянием рек Левой Мысовки и Правой Мысовки, и течёт в северо-западном направлении.
В среднем течении река имеет следующие характеристики: ширина — 8 м, глубина — 0,5 м, грунты дна каменистые.
В устье реки расположен город Бабушкин.
Река с юга впадает в озеро Байкал.
Протекает преимущественно в гористой местности. У устья присутствует заболоченность. Климат — резко континентальный.

## Притоки
По расстоянию от устья:
- 11 км — Правая Мысовка (правый)[6] (51°38′14″ с. ш. 105°56′04″ в. д.HGЯO)
- 11 км — Левая Мысовка (левый) (51°38′14″ с. ш. 105°56′04″ в. д.HGЯO)

## Данные государственного водного реестра
По данным государственного водного реестра России и геоинформационной системы водохозяйственного районирования территории РФ, подготовленной Федеральным агентством водных ресурсов:
- Бассейновый округ — Ангаро-Байкальский
- Речной бассейн — бассейны малых и средних притоков средней и северной части озера Байкал
- Речной подбассейн — отсутствует
- Водохозяйственный участок — бассейны рек южной части озера Байкал в междуречье рек Селенга и Ангара